# Lukas Gloor
Lukas Gloor  (* 9. Dezember 1952 in Basel) ist ein Schweizer Kunsthistoriker. Er leitete von 2002 bis Ende 2021 als Direktor die Stiftung Sammlung E. G. Bührle in Zürich.

## Leben
Lukas Gloor kam 1952 in Basel zur Welt. Nach der schulischen Ausbildung studierte er Kunstgeschichte an den Universitäten Basel und Bern. Er schloss das Studium mit der Promotion zum Thema Von Böcklin zu Cézanne: die Rezeption des französischen Impressionismus in der deutschen Schweiz ab. Nach einer ersten Tätigkeit am Kunstmuseum Basel arbeitete Gloor von 1980 bis 1987 am Schweizerischen Institut für Kunstwissenschaft, zuletzt als Assistent des Direktors Hans A. Lüthy. Anschliessend war er als Konservator des Segantini Museums in St. Moritz tätig. Von 1990 bis 1995 wirkte er als Kulturattaché am Schweizerischen Generalkonsulat in New York. 2001–2002 arbeitete er als Experte für Schweizer Kunst in der Zürcher Filiale des Auktionshauses Sotheby’s. Es folgte 2002 die Berufung zum Direktor der Stiftung Sammlung E. G. Bührle in Zürich. In dieser Funktion bereitet er den Umzug der Sammlung Bührle in den Erweiterungsbau des Kunsthauses Zürich vor. Unter Gloors Leitung veröffentlichte die Stiftung Bührle wiederholt Archivmaterial zur Provenienzgeschichte und trug so wesentlich zur wissenschaftlichen Aufarbeitung der Sammlung bei. Parallel organisierte er Sammlungspräsentationen der Stiftung Bührle 2010 im Kunsthaus Zürich, 2016 in Köln, 2017 in Lausanne und 2018 in Japan. Darüber hinaus ist Gloor seit 2015 Präsident der Fondation Oskar Kokoschka.

## Veröffentlichungen
- Peinture non figurative de 1900 a 1945 en Suisse, Begleitheft zur gleichnamigen Ausstellung in der Université de Lausanne, Schweizerisches Institut für Kunstwissenschaft, Zürich 1980.
- Von Böcklin zu Cézanne: die Rezeption des französischen Impressionismus in der deutschen Schweiz, Dissertationsschrift, Lang, Bern 1986, ISBN 3-261-03572-2.
- Das Gästebuch der Galerie Henneberg in Zürich, Aufsatz im Jahrbuch des Schweizerischen Instituts für Kunstwissenschaft, Zürich 1986, ISSN 0258-9524.
- Albert Welti: 1862–1912, Gut, Stäfa 1987, ISBN 3-85717-041-7.
- Karl Hügin, Wolfsberg, Zürich 1987, ISBN 978-3-85997-010-6, zusammen mit Silvia Volkart.
- Die Geschichte des Basler Kunstvereins und der Kunsthalle Basel: 1839–1988; 150 Jahre zwischen vaterländischer Kunstpflege und modernen Ausstellungen, Kunsthalle Basel, Basel 1989.
- Ferdinand Hodler: Sammlung Max Schmidheiny, Veröffentlichung zur gleichnamigen Ausstellung im Kunstmuseum St. Gallen, Schweizerisches Institut für Kunstwissenschaft, Zürich 1998, ISBN 3-908184-88-6, zusammen mit Marcel Baumgartner.
- Im Licht der Romandie, Oskar Reinhart als Sammler von Westschweizer Kunst, Ausstellungskatalog Museum Oskar Reinhart am Stadtgarten, Winterthur, Schweizerisches Institut für Kunstwissenschaft, Zürich 2001, ISBN 3-908196-01-9, zusammen Alberto de Andres.
- Die Überarbeitungen und Werke 1994–2003, Max Hari, Stämpfli, Bern 2003, ISBN 3-7272-1096-6.
- Van Gogh – echt, falsch: zwei Selbstbildnisse der Sammlung Emil Bührle Ausstellungskatalog, Stiftung Sammlung E. G. Bührle, Zürich 2005.
- Stiftung Sammlung E.G. Bührle Zürich, Sammlungskatalog Stiftung Sammlung E.G. Bührle, Linea d’ombra Libri, Zürich 2005, ISBN 88-87582-88-2, zusammen mit Marco Goldin.
- Im Dialog: die zwei Sammlungen Oskar Reinhart Winterthur, Katalog zur Ausstellung im Museum Oskar Reinhart am Stadtgarten, Museum Oskar Reinhart, Winterthur 2009.
- Die Schweizer Beteiligung an der Kölner Sonderbundausstellung in 1912 – Mission Moderne: die Jahrhundertschau des Sonderbundes, Katalog zur Ausstellung im Wallraf-Richartz-Museum & Fondation Corboud, Wienand, Köln 2012, ISBN 3-86832-111-X.
- Zwischen national-antiquarischer und international-moderner Kunstpflege: Kunstsammlungen in der Schweiz 1890–1940 in Kunst ohne Geschichte: ästhetisch motiviertes Sammeln in Europa und in Amerika, Hirmer, München 2014, ISBN  978-3-7774-2184-1.
- Edvard Munch und die Familie Esche: die Bildnisse, die Sammlung, Scheidegger & Spiess, Zürich 2016, ISBN 978-3-85881-544-6, zusammen mit Christian Klemm.
- Wie der Vater, so gar nicht der Sohn, Theodor und Oskar Reinhart, Kunstsammeln auf sehr verschiedene Art. In: Mariantonia Reinhard-Felice, Kerstin Richter (Hrsg.): Glänzende EigenArt: Akten der Tagung 2015 zum 50. Todesjahr des Sammlers Oskar Reinhart und ein Essay zu einem Werk der Sammlung. Hirmer, München 2016, ISBN 978-3-7774-2763-8, S. 12–19.
- Chefs-d’oeuvre de la collection Bührle: Manet, Cézanne, Monet, Van Gogh..., Katalog zur gleichnamigen Ausstellung in der Fondation de l’Hermitage, La Bibliothèque des Arts, Lausanne 2017, ISBN 978-2-88453-207-5, zusammen mit Sylvie Wuhrmann.
- Calme et exaltation: Van Gogh dans la Collection Bührle, Katalog zur Ausstellung in der Fondation Vincent van Gogh Arles, Stiftung Sammlung E.G. Bührle und Fondation Vincent van Gogh Arles, Arles 2017, ISBN 979-10-94966-06-8.